# Élections municipales de 2026 dans la Creuse
Pour un article plus général, voir Élections municipales françaises de 2026.
Les élections municipales dans la Creuse sont prévues en mars 2026. Cette page ne traite que les communes de 1 000 habitants et plus dans la Creuse.

## Résultats à l'échelle du département

### Maires sortants et maires élus
| Commune                      | Population (en 2022) | Maire sortant(e)         | Parti | Parti | Maire élu(e) | Parti | Parti |
| ---------------------------- | -------------------- | ------------------------ | ----- | ----- | ------------ | ----- | ----- |
| Ahun                         | 1 442                | Thierry Cotiche          |       | DVG   |              |       |       |
| Ajain                        | 1 028                | Guy Rouchon              |       | PS    |              |       |       |
| Aubusson                     | 3 036                | Stéphane Ducourtioux     |       | PS    |              |       |       |
| Auzances                     | 1 153                | Françoise Simon          |       | PS    |              |       |       |
| Bonnat                       | 1 354                | Philippe Chavant         |       | DVG   |              |       |       |
| Bourganeuf                   | 2 408                | Régis Rigaud             |       | PS    |              |       |       |
| Boussac                      | 1 239                | Franck Foulon            |       | LR    |              |       |       |
| Bussière-Dunoise             | 1 045                | Christophe Lavaud        |       | PS    |              |       |       |
| Dun-le-Palestel              | 1 086                | Laurent Daulny           |       | LR    |              |       |       |
| Évaux-les-Bains              | 1 285                | Bruno Papineau           |       | DVD   |              |       |       |
| Felletin                     | 1 552                | Olivier Cagnon           |       | DVG   |              |       |       |
| Fursac                       | 1 433                | Olivier Mouveroux        |       | PCF   |              |       |       |
| Guéret                       | 12 814               | Marie-Françoise Fournier |       | SE    |              |       |       |
| Gouzon                       | 1 565                | Cyril Victor             |       | LR    |              |       |       |
| Le Grand-Bourg               | 1 182                | Francky Chatignoux       |       | DVG   |              |       |       |
| Saint-Agnant-de-Versillat    | 1 059                | Pierre Decoursier        |       | DVG   |              |       |       |
| Saint-Dizier-Masbaraud       | 1 134                | Joël Royere              |       | DVG   |              |       |       |
| Saint-Fiel                   | 1 079                | François Barnaud         |       | LR    |              |       |       |
| Saint-Maurice-la-Souterraine | 1 126                | Évelyne Augros           |       | DVD   |              |       |       |
| Saint-Sulpice-le-Guérétois   | 1 901                | Éric Bodeau              |       | PS    |              |       |       |
| Saint-Vaury                  | 1 729                | Philippe Bayol           |       | PS    |              |       |       |
| Sainte-Feyre                 | 2 531                | Franck Réjaud            |       | DVG   |              |       |       |
| La Souterraine               | 4 928                | Étienne Lejeune          |       | PS    |              |       |       |

### Résultats en nombre de maires
| Partis       | Partis                    | Maires sortants | Maires élus | Évolution |
| ------------ | ------------------------- | --------------- | ----------- | --------- |
|              | Parti socialiste          | 8               |             |           |
|              | Divers gauche             | 7               |             |           |
|              | Parti communiste français | 1               |             |           |
| Total gauche | Total gauche              | 16              |             |           |
|              | Les Républicains          | 4               |             |           |
|              | Divers droite             | 2               |             |           |
| Total droite | Total droite              | 6               |             |           |
|              | Sans étiquette            | 1               |             |           |
| Total        | Total                     | 23              | 23          | -         |

## Résultats dans les communes de plus de 1 000 habitants

### Ahun
- Maire sortant : Thierry Cotiche (DVG)
- 15 sièges à pourvoir au conseil municipal (population légale 2022 : 1 442 habitants)
- 6 sièges à pourvoir au conseil communautaire (CC Creuse Sud-Ouest)

| Tête de liste | Tête de liste | Parti(s) | Nuance | Premier tour | Premier tour | Second tour | Second tour | Sièges | Sièges |
| Tête de liste | Tête de liste | Parti(s) | Nuance | Voix         | %            | Voix        | %           | CM     | CC     |
| ------------- | ------------- | -------- | ------ | ------------ | ------------ | ----------- | ----------- | ------ | ------ |

### Ajain
- Maire sortant : Guy Rouchon (PS)
- 15 sièges à pourvoir au conseil municipal (population légale 2022 : 1 028 habitants)
- 2 sièges à pourvoir au conseil communautaire (CA du Grand Guéret)

| Tête de liste | Tête de liste | Parti(s) | Nuance | Premier tour | Premier tour | Second tour | Second tour | Sièges | Sièges |
| Tête de liste | Tête de liste | Parti(s) | Nuance | Voix         | %            | Voix        | %           | CM     | CC     |
| ------------- | ------------- | -------- | ------ | ------------ | ------------ | ----------- | ----------- | ------ | ------ |

### Aubusson
- Maire sortant : Stéphane Ducourtioux (PS)
- 23 sièges à pourvoir au conseil municipal (population légale 2022 : 3 036 habitants)
- 13 sièges à pourvoir au conseil communautaire (CC Creuse Grand Sud)

| Tête de liste | Tête de liste | Parti(s) | Nuance | Premier tour | Premier tour | Second tour | Second tour | Sièges | Sièges |
| Tête de liste | Tête de liste | Parti(s) | Nuance | Voix         | %            | Voix        | %           | CM     | CC     |
| ------------- | ------------- | -------- | ------ | ------------ | ------------ | ----------- | ----------- | ------ | ------ |

### Auzances
- Maire sortante : Françoise Simon (PS)
- 15 sièges à pourvoir au conseil municipal (population légale 2022 : 1 153 habitants)
- 5 sièges à pourvoir au conseil communautaire (CC Marche et Combraille en Aquitaine)

| Tête de liste | Tête de liste | Parti(s) | Nuance | Premier tour | Premier tour | Second tour | Second tour | Sièges | Sièges |
| Tête de liste | Tête de liste | Parti(s) | Nuance | Voix         | %            | Voix        | %           | CM     | CC     |
| ------------- | ------------- | -------- | ------ | ------------ | ------------ | ----------- | ----------- | ------ | ------ |

### Bonnat
- Maire sortant : Philippe Chavant (DVG)
- 15 sièges à pourvoir au conseil municipal (population légale 2022 : 1 354 habitants)
- 5 sièges à pourvoir au conseil communautaire (CC Portes de la Creuse en Marche)

| Tête de liste | Tête de liste | Parti(s) | Nuance | Premier tour | Premier tour | Second tour | Second tour | Sièges | Sièges |
| Tête de liste | Tête de liste | Parti(s) | Nuance | Voix         | %            | Voix        | %           | CM     | CC     |
| ------------- | ------------- | -------- | ------ | ------------ | ------------ | ----------- | ----------- | ------ | ------ |

### Bourganeuf
- Maire sortant : Régis Rigaud (PS)
- 19 sièges à pourvoir au conseil municipal (population légale 2022 : 2 408 habitants)
- 11 sièges à pourvoir au conseil communautaire (CC Creuse Sud-Ouest)

| Tête de liste | Tête de liste | Parti(s) | Nuance | Premier tour | Premier tour | Second tour | Second tour | Sièges | Sièges |
| Tête de liste | Tête de liste | Parti(s) | Nuance | Voix         | %            | Voix        | %           | CM     | CC     |
| ------------- | ------------- | -------- | ------ | ------------ | ------------ | ----------- | ----------- | ------ | ------ |

### Boussac
- Maire sortant : Franck Foulon (LR)
- 15 sièges à pourvoir au conseil municipal (population légale 2022 : 1 239 habitants)
- 4 sièges à pourvoir au conseil communautaire (Creuse Confluence)

| Tête de liste | Tête de liste | Parti(s) | Nuance | Premier tour | Premier tour | Second tour | Second tour | Sièges | Sièges |
| Tête de liste | Tête de liste | Parti(s) | Nuance | Voix         | %            | Voix        | %           | CM     | CC     |
| ------------- | ------------- | -------- | ------ | ------------ | ------------ | ----------- | ----------- | ------ | ------ |

### Bussière-Dunoise
- Maire sortant : Christophe Lavaud (PS)
- 15 sièges à pourvoir au conseil municipal (population légale 2022 : 1 045 habitants)
- 2 sièges à pourvoir au conseil communautaire (CA du Grand Guéret)

| Tête de liste | Tête de liste | Parti(s) | Nuance | Premier tour | Premier tour | Second tour | Second tour | Sièges | Sièges |
| Tête de liste | Tête de liste | Parti(s) | Nuance | Voix         | %            | Voix        | %           | CM     | CC     |
| ------------- | ------------- | -------- | ------ | ------------ | ------------ | ----------- | ----------- | ------ | ------ |

### Dun-le-Palestel
- Maire sortant : Laurent Daulny (LR)
- 15 sièges à pourvoir au conseil municipal (population légale 2022 : 1 086 habitants)
- 4 sièges à pourvoir au conseil communautaire (CC du Pays Dunois)

| Tête de liste | Tête de liste | Parti(s) | Nuance | Premier tour | Premier tour | Second tour | Second tour | Sièges | Sièges |
| Tête de liste | Tête de liste | Parti(s) | Nuance | Voix         | %            | Voix        | %           | CM     | CC     |
| ------------- | ------------- | -------- | ------ | ------------ | ------------ | ----------- | ----------- | ------ | ------ |

### Évaux-les-Bains
- Maire sortant : Bruno Papineau (DVD)
- 15 sièges à pourvoir au conseil municipal (population légale 2022 : 1 285 habitants)
- 4 sièges à pourvoir au conseil communautaire (Creuse Confluence)

| Tête de liste | Tête de liste | Parti(s) | Nuance | Premier tour | Premier tour | Second tour | Second tour | Sièges | Sièges |
| Tête de liste | Tête de liste | Parti(s) | Nuance | Voix         | %            | Voix        | %           | CM     | CC     |
| ------------- | ------------- | -------- | ------ | ------------ | ------------ | ----------- | ----------- | ------ | ------ |

### Felletin
- Maire sortant : Olivier Cagnon (DVG)
- 19 sièges à pourvoir au conseil municipal (population légale 2022 : 1 552 habitants)
- 6 sièges à pourvoir au conseil communautaire (CC Cresue Grand Sud)

| Tête de liste | Tête de liste | Parti(s) | Nuance | Premier tour | Premier tour | Second tour | Second tour | Sièges | Sièges |
| Tête de liste | Tête de liste | Parti(s) | Nuance | Voix         | %            | Voix        | %           | CM     | CC     |
| ------------- | ------------- | -------- | ------ | ------------ | ------------ | ----------- | ----------- | ------ | ------ |

### Fursac
- Maire sortant : Olivier Mouveroux (PCF)
- 19 sièges à pourvoir au conseil municipal (population légale 2022 : 1 433 habitants)
- 6 sièges à pourvoir au conseil communautaire (CC de Bénévent-Grand-Bourg)

| Tête de liste | Tête de liste | Parti(s) | Nuance | Premier tour | Premier tour | Second tour | Second tour | Sièges | Sièges |
| Tête de liste | Tête de liste | Parti(s) | Nuance | Voix         | %            | Voix        | %           | CM     | CC     |
| ------------- | ------------- | -------- | ------ | ------------ | ------------ | ----------- | ----------- | ------ | ------ |

### Guéret
- Maire sortante : Marie-Françoise Fournier (SE)
- 33 sièges à pourvoir au conseil municipal (population légale 2022 : 12 814 habitants)
- 20 sièges à pourvoir au conseil communautaire (CA du Grand Guéret)

| Tête de liste | Tête de liste | Parti(s) | Nuance | Premier tour | Premier tour | Second tour | Second tour | Sièges | Sièges |
| Tête de liste | Tête de liste | Parti(s) | Nuance | Voix         | %            | Voix        | %           | CM     | CC     |
| ------------- | ------------- | -------- | ------ | ------------ | ------------ | ----------- | ----------- | ------ | ------ |

### Gouzon
- Maire sortant : Cyril Victor (LR)
- 19 sièges à pourvoir au conseil municipal (population légale 2022 : 1 565 habitants)
- 5 sièges à pourvoir au conseil communautaire (Creuse Confluence)

| Tête de liste | Tête de liste | Parti(s) | Nuance | Premier tour | Premier tour | Second tour | Second tour | Sièges | Sièges |
| Tête de liste | Tête de liste | Parti(s) | Nuance | Voix         | %            | Voix        | %           | CM     | CC     |
| ------------- | ------------- | -------- | ------ | ------------ | ------------ | ----------- | ----------- | ------ | ------ |

### Le Grand-Bourg
- Maire sortant : Francky Chatignoux (DVG)
- 15 sièges à pourvoir au conseil municipal (population légale 2022 : 1 182 habitants)
- 4 sièges à pourvoir au conseil communautaire (CC de Bénévent-Grand-Bourg)

| Tête de liste | Tête de liste | Parti(s) | Nuance | Premier tour | Premier tour | Second tour | Second tour | Sièges | Sièges |
| Tête de liste | Tête de liste | Parti(s) | Nuance | Voix         | %            | Voix        | %           | CM     | CC     |
| ------------- | ------------- | -------- | ------ | ------------ | ------------ | ----------- | ----------- | ------ | ------ |

### Saint-Agnant-de-Versillat
- Maire sortant : Pierre Decoursier (DVG)
- 15 sièges à pourvoir au conseil municipal (population légale 2022 : 1 059 habitants)
- 3 sièges à pourvoir au conseil communautaire (CC du Pays Sotranien)

| Tête de liste | Tête de liste | Parti(s) | Nuance | Premier tour | Premier tour | Second tour | Second tour | Sièges | Sièges |
| Tête de liste | Tête de liste | Parti(s) | Nuance | Voix         | %            | Voix        | %           | CM     | CC     |
| ------------- | ------------- | -------- | ------ | ------------ | ------------ | ----------- | ----------- | ------ | ------ |

### Saint-Dizier-Masbaraud
- Maire sortant : Joël Royere (DVG)
- 19 sièges à pourvoir au conseil municipal (population légale 2022 : 1 134 habitants)
- 4 sièges à pourvoir au conseil communautaire (CC Creuse Sud-Ouest)

| Tête de liste | Tête de liste | Parti(s) | Nuance | Premier tour | Premier tour | Second tour | Second tour | Sièges | Sièges |
| Tête de liste | Tête de liste | Parti(s) | Nuance | Voix         | %            | Voix        | %           | CM     | CC     |
| ------------- | ------------- | -------- | ------ | ------------ | ------------ | ----------- | ----------- | ------ | ------ |

### Saint-Fiel
- Maire sortant : François Barnaud (LR)
- 15 sièges à pourvoir au conseil municipal (population légale 2022 : 1 079 habitants)
- 2 sièges à pourvoir au conseil communautaire (CA du Grand Guéret)

| Tête de liste | Tête de liste | Parti(s) | Nuance | Premier tour | Premier tour | Second tour | Second tour | Sièges | Sièges |
| Tête de liste | Tête de liste | Parti(s) | Nuance | Voix         | %            | Voix        | %           | CM     | CC     |
| ------------- | ------------- | -------- | ------ | ------------ | ------------ | ----------- | ----------- | ------ | ------ |

### Saint-Maurice-la-Souterraine
- Maire sortante : Évelyne Augros (DVD)
- 15 sièges à pourvoir au conseil municipal (population légale 2022 : 1 126 habitants)
- 3 sièges à pourvoir au conseil communautaire (CC du Pays Sostranien)

| Tête de liste | Tête de liste | Parti(s) | Nuance | Premier tour | Premier tour | Second tour | Second tour | Sièges | Sièges |
| Tête de liste | Tête de liste | Parti(s) | Nuance | Voix         | %            | Voix        | %           | CM     | CC     |
| ------------- | ------------- | -------- | ------ | ------------ | ------------ | ----------- | ----------- | ------ | ------ |

### Saint-Sulpice-le-Guérétois
- Maire sortant : Éric Bodeau (PS)
- 19 sièges à pourvoir au conseil municipal (population légale 2022 : 1 901 habitants)
- 3 sièges à pourvoir au conseil communautaire (CA du Grand Guéret)

| Tête de liste | Tête de liste | Parti(s) | Nuance | Premier tour | Premier tour | Second tour | Second tour | Sièges | Sièges |
| Tête de liste | Tête de liste | Parti(s) | Nuance | Voix         | %            | Voix        | %           | CM     | CC     |
| ------------- | ------------- | -------- | ------ | ------------ | ------------ | ----------- | ----------- | ------ | ------ |

### Saint-Vaury
- Maire sortant : Philippe Bayol (PS)
- 19 sièges à pourvoir au conseil municipal (population légale 2022 : 1 729 habitants)
- 3 sièges à pourvoir au conseil communautaire (CA du Grand Guéret)

| Tête de liste | Tête de liste | Parti(s) | Nuance | Premier tour | Premier tour | Second tour | Second tour | Sièges | Sièges |
| Tête de liste | Tête de liste | Parti(s) | Nuance | Voix         | %            | Voix        | %           | CM     | CC     |
| ------------- | ------------- | -------- | ------ | ------------ | ------------ | ----------- | ----------- | ------ | ------ |

### Sainte-Feyre
- Maire sortant : Franck Réjaud (DVG)
- 23 sièges à pourvoir au conseil municipal (population légale 2022 : 2 531 habitants)
- 4 sièges à pourvoir au conseil communautaire (CA du Grand Guéret)

| Tête de liste | Tête de liste | Parti(s) | Nuance | Premier tour | Premier tour | Second tour | Second tour | Sièges | Sièges |
| Tête de liste | Tête de liste | Parti(s) | Nuance | Voix         | %            | Voix        | %           | CM     | CC     |
| ------------- | ------------- | -------- | ------ | ------------ | ------------ | ----------- | ----------- | ------ | ------ |

### La Souterraine
- Maire sortant : Étienne Lejeune (PS)
- 27 sièges à pourvoir au conseil municipal (population légale 2022 : 4 928 habitants)
- 14 sièges à pourvoir au conseil communautaire (CC du Pays Sostranien)

| Tête de liste | Tête de liste | Parti(s) | Nuance | Premier tour | Premier tour | Second tour | Second tour | Sièges | Sièges |
| Tête de liste | Tête de liste | Parti(s) | Nuance | Voix         | %            | Voix        | %           | CM     | CC     |
| ------------- | ------------- | -------- | ------ | ------------ | ------------ | ----------- | ----------- | ------ | ------ |